# روجر ويلر
روجر ويلر (بالإنجليزية: Roger Wheeler)‏ هو رائد أعمال أمريكي، ولد في 27 فبراير 1926، وتوفي في 27 مايو 1981 في تلسا في الولايات المتحدة.